# Richard Cresswell
Richard Paul Wesley Cresswell (Bridlington, 20 settembre 1977) è un allenatore di calcio ed ex calciatore inglese, di ruolo attaccante.